# Cannizzaro
Cannizzaro è la più grande frazione del comune di Aci Castello, nella città metropolitana di Catania.
L'abitato è disposto lungo il lato ovest del percorso attuale della Strada statale 114 Orientale Sicula che porta da Messina a Catania; questa lo attraversava interamente prima della costruzione della variante attuale che permise di evitare l'ostacolo dei due vecchi passaggi a livello.

## Origini del nome
Il territorio su cui oggi sorge il paese, allora conosciuto come Spolignetto, venne acquistato come feudo da una famiglia castellese, di nome appunto Cannizzaro, verso la prima metà del ‘700.  Il luogo acquisì quindi il nome degli acquirenti.

## Monumenti e luoghi d'interesse

### Architetture religiose
Fino ai primi anni del '900 il Paese non possedette una vera e propria chiesa; vi era soltanto una cappella, in cui il sacerdote Carmelo Barbagallo celebrava la messa. Grazie al suo interessamento la chiesa venne eretta intorno al 1930 e consacrata il 1º agosto 1931 dal vescovo di Acireale Evasio Colli. Padre Carmelo ne divenne il primo parroco, mantenendo tale incarico fino alla sua morte. Fu proprio lui a indicare nella data del 22 agosto il giorno in cui celebrare la festa della patrona dei cannizzaroti, Maria Santissima Immacolata Concezione; si tratta della principale festa di Cannizzaro.

## Società

### Istituzioni, enti e associazioni
Vi si trova anche uno dei complessi ospedalieri più importanti della regione: l'Azienda Ospedaliera per l'emergenza Cannizzaro, struttura ospedaliera di Riferimento Regionale di III livello, che però amministrativamente fa parte del Comune di Catania.

## Infrastrutture e trasporti

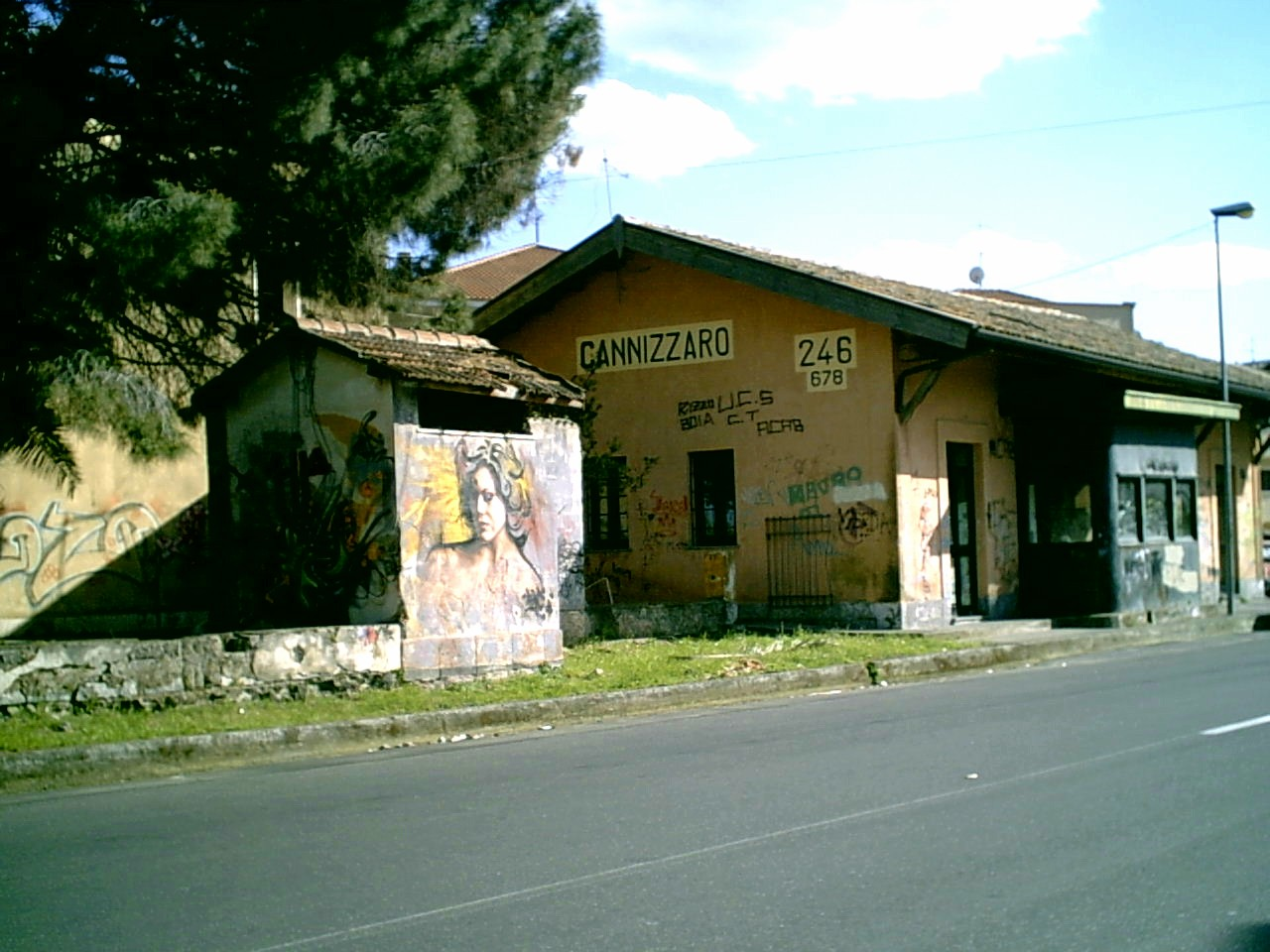
La vecchia stazione dismessa di Cannizzaro

Nel 1867 venne costruita una piccola stazione ferroviaria che consentiva maggiori spostamenti dalla vicina Catania e fino alla fine degli anni ottanta era costeggiato dalla linea ferroviaria Messina-Catania che lo chiudeva tra i due passaggi a livello eliminati in seguito alla costruzione, più a monte, del nuovo tracciato a doppio binario. In seguito ai lavori anche la stazione ferroviaria è stata integralmente ricostruita in altra sede; oggi Cannizzaro è munita di una moderna stazione ferroviaria ed è sede di un terminal ferroviario merci costruito alla fine degli anni settanta.
Dal 1915 al 1934 la località era servita dalla tranvia Catania-Acireale.